# Браставецу
Браставецу (рум. Brastavățu) — село у повіті Олт в Румунії. Входить до складу комуни Браставецу.
Село розташоване на відстані 147 км на південний захід від Бухареста, 58 км на південь від Слатіни, 66 км на південний схід від Крайови.

## Населення
За даними перепису населення 2002 року у селі проживали 3923 особи. Усі жителі села рідною мовою назвали румунську.
Національний склад населення села:
| Національність | Кількість осіб | Відсоток |
| -------------- | -------------- | -------- |
| румуни         | 3891           | 99,2%    |
| цигани         | 32             | 0,8%     |